# Odontella loricata
Odontella loricata är en urinsektsart som beskrevs av Schaeffer 1897. Odontella loricata ingår i släktet Odontella och familjen Odontellidae. Inga underarter finns listade i Catalogue of Life.